# Emily Sonnett
Emily Sonnett (Marietta, 25 de novembro de 1993) é uma futebolista estadunidense que atua como zagueira. Atualmente joga pelo Washington Spirit.

## Carreira
Sonnett, junto com sua irmã gêmea, começou a jogar pela North Atlanta Soccer Association (NASA) em 2003. Em 15 de janeiro de 2016, Sonnett foi selecionada pelo Portland Thorns FC como a primeira escolha geral no NWSL College Draft 2016. Um ano antes, em 16 de outubro, ela recebeu sua primeira convocação sênior para a seleção feminina de futebol dos Estados Unidos.

## Títulos
Washington Spirit
- NWSL Champions: 2021

Portland Thorns FC
- NWSL Champions: 2017
- NWSL Shield: 2016

Kopparbergs/Göteborg FC
- Damallsvenskan: 2020

Estados Unidos
- SheBelieves Cup: 2016, 2018, 2020, 2021
- Campeonato Feminino: 2018
- Torneio das Nações: 2018
- Copa do Mundo: 2019
- Jogos Olímpicos: 2024 (ouro) e 2020 (bronze)